# Lyanco
Lyanco Evangelista Silveira Neves Vojnović, meglio noto come Lyanco o Lyanco Vojnović (Vitória, 1º febbraio 1997), è un calciatore brasiliano con cittadinanza serba, difensore dell'Atlético Mineiro.

## Biografia
Il nonno paterno, Jovan Vojnović, nacque in Jugoslavia e si trasferì in Brasile all'età di sette anni, durante la seconda guerra mondiale. La famiglia materna ha invece origini portoghesi. Possiede anche il passaporto italiano grazie a un parente nato in Italia.

## Caratteristiche tecniche
È un difensore centrale impiegabile sia sul centro destra che sul centro sinistra del pacchetto arretrato. Le ottime qualità tecniche di cui è dotato gli permettono di impostare l'azione dalla difesa mentre sfrutta la sua velocità per anticipare le giocate avversarie o far ripartire la propria azione attraverso sortite palla al piede. È inoltre abile nel gioco aereo. Si ispira a Sergio Ramos.

## Carriera

### Club

#### San Paolo
Ha iniziato la sua carriera calcistica nelle giovanili del Botafogo. Nel gennaio del 2015 ha ricevuto varie offerte di contratto da altri club brasiliani (Cruzeiro, Palmeiras e Fluminense). Alla fine decide però di trasferirsi al São Paulo. Ha fatto il suo debutto tra i professionisti il 1º luglio 2015, nella partita persa per 1-2 contro l'Atlético Paranaense.

#### Torino e prestito al Bologna
il 29 marzo 2017 firma un contratto quinquennale con decorrenza dal 1º luglio del medesimo anno col Torino, che lo acquista per 7 milioni di euro più 2 di bonus, superando la concorrenza di molti club fra cui la Juventus. Nonostante non possa essere schierato in campionato sino al termine del campionato 2016-2017, Lyanco si trasferisce immediatamente nel capoluogo piemontese per potersi allenare sin da subito con i nuovi compagni agli ordini del mister Siniša Mihajlović e agevolare il proprio processo di ambientamento in Italia.
Esordisce in maglia granata e in Serie A il 20 settembre 2017 in occasione della gara esterna contro l'Udinese, vinta dal Torino per 3-2. Termina la prima stagione in granata con sole 6 presenze (4 in campionato e 2 in Coppa Italia) a causa di un doppio trauma distorsivo-contusivo al collo del piede sinistro con interessamento osseo rimediato a dicembre. Fallito il tentativo di terapia conservativa, viene operato a San Paolo. Ad agosto 2018 torna ad allenarsi a Torino dopo un periodo di cure in Brasile, ma fa il suo esordio stagionale solo il 6 dicembre nella gara interna di Coppa Italia contro il Südtirol (2-0), a quasi un anno dalla sua precedente apparizione (SPAL-Torino 2-2 del campionato 2017-2018).
Il 31 gennaio 2019 insieme al compagno Simone Edera passa in prestito al Bologna dove ritrova mister Siniša Mihajlović, che lo aveva lanciato al Torino, e il 3 febbraio 2019 esordisce in maglia rossoblu nella vittoriosa trasferta di San Siro contro l'Inter (0-1), schierato dal 1' al centro della difesa felsinea, diventando oltretutto il 900º calciatore della storia a vestire la casacca della formazione emiliana. Il 13 maggio segna il suo primo gol in serie A in occasione del successo dei rossoblu sul Parma (4-1). La sua esperienza bolognese è stata nel complessa positivo, contribuendo alla salvezza del club.
Terminato il prestito fa ritorno al Torino, dove tuttavia non ripete quanto fatto a Bologna a causa di nuovi problemi fisici.

#### Southampton, prestito all'Al-Gharafa e Atletico Mineiro
Il 25 agosto 2021 viene ceduto a titolo definitivo al Southampton.
Il 29 agosto 2023 viene ceduto in prestito all'Al-Gharafa.
Il 10 luglio 2024, al termine del prestito, torna in patria per giocare con l'Atlético Mineiro.

### Nazionale
Il 28 gennaio 2016 Lyanco annuncia sul suo profilo ufficiale di Twitter la scelta di rappresentare la Serbia a livello internazionale giovanile, salvo cambiare idea in seguito per indossare la maglia del Brasile al Campionato sudamericano di calcio Under-20 2017. Nel torneo giovanile in Ecuador gioca sette partite, rimediando un'espulsione contro l'Uruguay. Il 29 ottobre 2017 Lyanco riceve una chiamata dalla FIGC per un interessamento da parte del commissario tecnico della nazionale italiana Gian Piero Ventura.
Nell'estate del 2019 viene convocato nella Nazionale Under 22 del Brasile per il Torneo di Tolone e disputa la manifestazione da co-capitano assieme a Douglas Luiz. In finale trasforma il rigore decisivo che consegna il trofeo alla Seleção e viene insignito del premio di miglior difensore del torneo.

## Statistiche

### Presenze nei club
Statistiche aggiornate al 30 ottobre 2024.
| Stagione           | Squadra            | Campionato         | Campionato | Campionato | Coppe nazionali | Coppe nazionali | Coppe nazionali | Coppe continentali | Coppe continentali | Coppe continentali | Altre coppe | Altre coppe | Altre coppe | Totale | Totale | Totale |
| Stagione           | Squadra            | Comp               | Pres       | Reti       | Comp            | Pres            | Reti            | Comp               | Pres               | Reti               | Comp        | Pres        | Reti        | Pres   | Reti   |        |
| ------------------ | ------------------ | ------------------ | ---------- | ---------- | --------------- | --------------- | --------------- | ------------------ | ------------------ | ------------------ | ----------- | ----------- | ----------- | ------ | ------ | ------ |
| 2015               | San Paolo          | A1/SP+A            | 0+9        | 0          | CB              | 2               | 0               | -                  | -                  | -                  | -           | -           | -           | 11     | 0      |        |
| 2016               | San Paolo          | A1/SP+A            | 0+12       | 1          | CB              | 1               | 0               | CL                 | 0                  | 0                  | -           | -           | -           | 13     | 1      |        |
| gen.-lug. 2017     | San Paolo          | A1/SP+A            | -          | -          | CB              | 1               | 0               | -                  | -                  | -                  | -           | -           | -           | 1      | 0      |        |
| Totale San Paolo   | Totale San Paolo   | Totale San Paolo   | 0+21       | 1          |                 | 4               | 0               |                    | 0                  | 0                  |             | -           | -           | 25     | 1      |        |
| 2017-2018          | Torino             | A                  | 4          | 0          | CI              | 2               | 0               | -                  | -                  | -                  | -           | -           | -           | 6      | 0      |        |
| 2018-gen. 2019     | Torino             | A                  | 2          | 0          | CI              | 2               | 0               | -                  | -                  | -                  | -           | -           | -           | 4      | 0      |        |
| gen.-giu. 2019     | Bologna            | A                  | 13         | 1          | CI              | 0               | 0               | -                  | -                  | -                  | -           | -           | -           | 13     | 1      |        |
| 2019-2020          | Torino             | A                  | 17         | 0          | CI              | 1               | 0               | UEL                | 0                  | 0                  | -           | -           | -           | 18     | 0      |        |
| 2020-2021          | Torino             | A                  | 23         | 0          | CI              | 2               | 1               | -                  | -                  | -                  | -           | -           | -           | 25     | 1      |        |
| Totale Torino      | Totale Torino      | Totale Torino      | 46         | 0          |                 | 7               | 1               |                    | 0                  | 0                  |             | -           | -           | 53     | 1      |        |
| 2021-2022          | Southampton        | PL                 | 15         | 0          | FACup+CdL       | 1+2             | 0               | -                  | -                  | -                  | -           | -           | -           | 18     | 0      |        |
| 2022-2023          | Southampton        | PL                 | 21         | 1          | FACup+CdL       | 3+6             | 0               | -                  | -                  | -                  | -           | -           | -           | 30     | 1      |        |
| ago. 2023          | Southampton        | FLC                | 0          | 0          | FACup+CdL       | 0+1             | 0               | -                  | -                  | -                  | -           | -           | -           | 1      | 0      |        |
| Totale Southampton | Totale Southampton | Totale Southampton | 36         | 1          |                 | 13              | 0               |                    | -                  | -                  |             | -           | -           | 49     | 1      |        |
| ago. 2023-2024     | Al-Gharafa         | QSL                | 13         | 1          | QSC+EQC         | 1+2             | 0+1             | -                  | -                  | -                  | QC          | 1           | 0           | 17     | 2      |        |
| 2024               | Atlético Mineiro   | M1/MG+A            | 0+8        | 0          | CB              | 4               | 0               | CL                 | 4                  | 0                  | -           | -           | -           | 16     | 0      |        |
| Totale carriera    | Totale carriera    | Totale carriera    | 137        | 4          |                 | 31              | 2               |                    | 4                  | 0                  |             | 1           | 0           | 173    | 6      |        |

## Palmares

### Club
- Campionato mineiro: 1

Atlético Mineiro: 2025

### Nazionale
- Torneo di Tolone: 1

2019